# Oliden (ort)
Oliden är en ort i Argentina.   Den ligger i provinsen Buenos Aires, i den östra delen av landet, 70 km sydost om huvudstaden Buenos Aires. Oliden ligger 20 meter över havet och antalet invånare är 198.
Terrängen runt Oliden är mycket platt. Runt Oliden är det glesbefolkat, med 8 invånare per kvadratkilometer..
Trakten runt Oliden består till största delen av jordbruksmark.